# Dolnji Suhor pri Metliki
Dolnji Suhor pri Metliki je naselje v Občini Metlika.
Na spodnjem robu naselja - dejansko že v naselju Bereča vas - stoji cerkev sv. Jožefa iz 19. stoletja z značilnim dvojnim zvonikom. Skozi naselje vodi cesta Novo mesto - Vahta - Metlika.

## Galerija
- Cerkev v Dolnjem Suhorju s ceste Novo mesto-Metlika